# كلايد فيرنانديز
كلايد فيرنانديز (18 أكتوبر 1995 في الهند - ) هو لاعب كرة قدم هندي في مركز الدفاع. شارك مع منتخب الهند تحت 17 سنة لكرة القدم. أما مع النوادي، فقد لعب مع نادي مومباي لكرة القدم.

## وصلات خارجية
- كلايد فيرنانديز على موقع قاعدة بيانات كرة القدم.إي يو (الإنجليزية)
- كلايد فيرنانديز على موقع Soccerway.com (الإنجليزية)